# Rudas Péter
Rudas Péter (Budapest, 1951. június 25. – Ercsi, 2006. február 13.) magyar állatorvos, egyetemi tanár. A Magyar Tudományos Akadémia Állatorvostudományi Bizottságának és a  Mezőgazdasági Biometriai-Biomatematikai Bizottság tagja volt. Az állatorvostudományok kandidátusa (1984), az állatorvostudományok doktora (1996).

## Életpályája
1969-ben érettségizett a Petőfi Sándor Gimnáziumban. 1969–1974 között az Állatorvostudományi Egyetem hallgatója volt. 1974-től az Állatorvostudományi Egyetem Élettani és Biokémiai Tanszékén dolgozott Pethes György meghívására. 1974–1976 között tudományos segédmunkatárs és egyetemi tanársegéd volt. 1978–1981 között ösztöndíjas aspiránsként tevékenykedett. 1979–1986 között egyetemi adjunktus, 1986–1991 között egyetemi docens volt. 1981–1982 között a Rutgers Egyetem vendégprofesszora volt. 1985–1986 között a Harvard Egyetem vendégprofesszora is volt. 1990-ben a belgiumi leuveni Katolikus Egyetem vendégprofesszora volt. 1990–2006 között az Állatorvostudományi Egyetem Élettani és Biokémiai Tanszék tanszékvezetője volt. 1991-től egyetemi tanár volt. 1993-ban létrehozta az első magyarországi interaktív multimédia laboratóriumot.
Kutatási területe: a háziállatok pajzsmirigyműködése, az agyi pajzsmirigyműködés autoregulatív tulajdonságai.
Autóbalesetben hunyt el. 

## Magánélete
Szülei: Rudas Pál és Dybas Pálma voltak. 1974-ben házasságot kötött Bajcsay Mártával. Két lányuk született: Anna (1979) és Klára (1983).

## Művei
- Az állatorvosi élettan alapjai (1995)

## Díjai, kitüntetései
- Széchenyi professzor ösztöndíj (1997)
- Szent-Györgyi Albert-díj (1998)
- Ipolyi Arnold-díj (1998)
- Akadémiai Díj (2000)
- a Szent István Egyetem Babérkoszorú arany fokozata